# Зволя-Подуховна
Зволя-Подуховна (пол. Zwola Poduchowna) — село в Польщі, у гміні Мясткув-Косьцельни Ґарволінського повіту Мазовецького воєводства.
Населення — 257 осіб (2011).
У 1975-1998 роках село належало до Седлецького воєводства.

## Демографія
Демографічна структура станом на 31 березня 2011 року:
|          | Загалом | Допрацездатний вік | Працездатний вік | Постпрацездатний вік |
| -------- | ------- | ------------------ | ---------------- | -------------------- |
| Чоловіки | 144     | 41                 | 86               | 17                   |
| Жінки    | 113     | 26                 | 54               | 33                   |
| Разом    | 257     | 67                 | 140              | 50                   |